# Паулін II Аквілейський
Святий Паулін II (Paulinus II; бл. 726 — 11 січня 802/804) — священник, богослов, поет і один із провідних вчених Каролінзької імперії. Член Палатинської академії при дворі Карла Великого. З 787 року до своєї смерті був патріархом Аквілейським на території сучасної Північно-Східної Італії, Словенії та Паннонії. Брав участь у низці синодів, які виступали проти іспанського адопціонізму та сприяв постанню західної християнської церкви, а також прийняттю Filioque у Нікейському символі віри. За підтримки військ Карла І, Паулін організував християнізацію за західним обрядом аварів і альпійських слов'ян. Святий католицької церкви (день пам'яті 11 січня).

## Життєпис
Паулін народився в Премаріакко, поблизу Чівідале у регіоні Фріулі на північному сході Італії, в період пізнього панування лангобардів. Він здобув освіту в патріаршій школі в Чівідале, а після висвячення у священики став директором тієї ж школи. Там він набув ґрунтовної латинської освіти, він також отримав глибокі знання з юриспруденції, а також біблійну, богословську та патристичну освіту.
Паулін вперше привернув увагу Карла І в 774 році, коли король франків завоював усю ломбардську північну Італію та приєднав її до імперії Каролінгів. Крім того, він демонстрував вірність Карлу І під час повстання герцога Гродгауда в 776 році. За це Паулін був винагороджений багатьма привілеями, серед яких дарування власності Вальданда, також імператор запросив Пауліна до двору на посаду королівського «магістра граматики» (grammaticus magister). У палацовій школі Паулін працював близько десяти років і познайомиться з іншими вченими того часу, зокрема Петром Пізанським , Алкуїном Йоркським, Фардульфом, Арно Зальцбурзьким, Альбріко, Рікулфом, Раефготом, Радо, Луллієм, Басінусом, Фульдрадом, Ейнгардом, Адалардом, Адельбертом.
Після смерті патріарха Сігуальда в 787 році Карл І призначив Пауліна патріархом Аквілеї. Паулін переїхав з імператорського двору до єпископського престолу та оселився в Чивідале, також резиденції графа Каролінгів, який відповідав за Фріульську марку. Сама Аквілея перетворилась на маленьке село після її взяття 452 року Гунським союзом Аттіли, хоча патріарша базиліка там збереглась.
Будучи патріархом, Паулін брав активну участь в зміцненні впливу церкви імперії за межами її кордонів. У своїх стосунках з церквою Істрії та Патріархом Градо, що були союзниками Константинопольського патріархату, він намагався схилити їх на бік Каролінгів. Від Карла І Паулін отримав підтримку та інші привілеї для свого патріархату, а також привілеї для монастиря Св. Марії в Органо, церкви Св. Лаврентія в Буйї, лікарні Св. Івана в Чивідале і Св. Марії у Вероні. Він відігравав важливу роль у поширені західного християнства в Центральній та Південній Європі.
Паулін займався поширенням католицької доктрини. 792 року взяв участь у Радісбонському соборі, який засудив єресь іспанського адопціонізму, яку проповідували іспанські єпископи Еліпанд Толедський і Фелікс Ургельський. У 794 році він відіграв провідну роль у Франкфуртській національній раді, де адопціонізм був знову засуджений, і написав книгу проти єресі, яка була надіслана до Іспанії від імені собору єпископів. Покинувши Франкфурт, Паулін повернувся до своєї єпископської резиденції в Чивідале.
796 року він супроводжував сина Карла І Піпіна у його військовій кампанії проти сусіднього Аварського каганату. Наприкінці літа 796 року, після того, як авари були розбиті, Паулін головував на синоді єпископів у військовому таборі Піпіна на березі Дунаю, на якому єпископи ухвалили рішення щодо програми християнізації за західним обрядом та катехизації для нещодавно підкорених територій, населених аварами і слов'янами. Було прийнято рішення, що тих слов'ян та аварів, які вже були християнами треба заново охрестити священниками Каролінзької імперії. За підтримки Пауліна синод також передав найпівнічніші території Аквілейсбкого патріархату Зальцбурзькому єпископству на чолі з Арно. Кордон між єпархіями був проведений по річці Драва. Ці рішення були затвреджені 811 року Карлом І і проіснували майже тисячоліття, до середини XVIII століття. За порадою Алкуїна Йоркського було вирішено, що ці території слід наново християнізувати. Пізніше католики-словенці називали Пауліна своїм апостолом, який приніс їм християнську релігію, хоча християнство існувало на тих територіях набагато раніше, ніж сюди прийшли війська Каролінзької імперії.
Повернувшись із синоду, Паулін знову виступив проти іспанського адопціонізму на Соборі в Сівідале. Патріарх захищав використання Filioque у Символі Віри, щоб чіткіше заперечити адопціонізм, вчення що доводило що Христос став Сином Божим, коли Він отримав Святого Духа від Отця під час Свого хрещення. Позиція адопціоністів базувалася на твердженні, що людська природа Христа не мала природної здатності посилати Святого Духа, але потребувала отримати цю силу від Отця. З цієї причини Паулін вважав, що Filioque було необхідним для збереження христологічної ортодоксії. На цьому синоді було складено чотирнадцять канонів церковної дисципліни та таїнства шлюбу, а копію Діянь було надіслано Карлу Великому, який їх підтвердив.
Прислужився до поширення церковного впливу Каролінзької імперії на сусідні території де проживали західні та південні слов'яни. Вважається католицьким святим. Відповідно до видання Римського мартиролога 2004 р., свято Св. Пауліна відзначається в день його смерті 11 січня.